# El precio de amarte
El precio de amarte es una telenovela mexicana producida por Carmen Armendáriz para TelevisaUnivision. La telenovela es una versión de la historia portuguesa de 2019 creada por Inês Gomes, Terra Brava, siendo adaptada por Gabriela Ortigoza. Se estrenó a través de Las Estrellas el 2 de septiembre de 2024 en sustitución de La historia de Juana, y finalizó el 8 de noviembre del mismo año siendo reemplazada por Las hijas de la señora García.
Está protagonizada por Marcus Ornellas y Scarlet Gruber, junto con Alejandra Barros y Jorge Poza en los roles antagónicos.

## Reparto

### Principales
- Marcus Ornellas como Rodrigo Zárate / Diogo Covarrubias
  - Juanpa Molina interpretó a Diogo de niño
- Scarlet Gruber como Amelia Ferreira Saldívar
  - Ainara Camila interpretó a Amelia de niña
- Alejandra Barros como Eduarda Saldívar de Ferreira
- Jorge Poza como Iván Franco
- Enoc Leaño como Héctor Zárate
- Raquel Garza como Perpetua Barrientos
- Úrsula Pruneda como Arminda Barrientos de Cruz
- Alejandra Ambrosi como Katia Figueroa
- Antón Araiza como Francisco Ferreira
- Juan Carlos Barreto como Tomás Franco
- Verónica Jaspeado como Roseta Saldívar
- Rubén Zamora como Enrique Toledo
- Ignacio Guadalupe como Norberto Cruz

### Recurrentes e invitados especiales
- Gabriel Porras como Jorge Nieto[7]
- Edu Maruri como Ramiro / Felipe Cuesta
- Vicente Tamayo como Alfonso Ferreira Saldívar
- Fernando Rebeil como Oscar Garza Barrientos
- José Daniel Figueroa como Andrés Rivas
- Marcia Coutiño como Juliana Nava de Toledo
- Ana Celeste como Tina Otero
- Epy Vélez como Xanat Rivas Figueroa
- Arantza Ruiz como Diana Nieto
- Eugenio Montessoro como Raúl Alegre
- Nicolasa Ortíz Monasterio como Nubia Alegre
- César Acosta como David Toledo Nava
- Sebastián Poza como Tavo Cruz Barrientos
- Nina Rubín como Lía Garza[8]
- Kenneth Lavill como Martín Franco Ferreira
- Patricio Labastida como Germán Lazo
- Ilse Ikeda como Candy Meza
- Valeria Burgos como Olga Tavares
- Paula Cacho como Gina Martínez
- Iker Madrid como Samuel Mejía
- Juan Carlos Remolina como Tarek Soto

## Episodios
| N.º | Título                               | Fecha de emisión original | Audiencia (millones) |
| --- | ------------------------------------ | ------------------------- | -------------------- |
| 1   | «Me lo quitaron todo»                | 2 de septiembre de 2024   | 2.48                 |
| 2   | «Ya perdí a Amelia»                  | 3 de septiembre de 2024   | 2.34                 |
| 3   | «Quisiera pasar la noche contigo»    | 4 de septiembre de 2024   | 2.31                 |
| 4   | «¿Aún amas a tu esposo?»             | 5 de septiembre de 2024   | —                    |
| 5   | «Los celos me están ahogando»        | 6 de septiembre de 2024   | 2.14                 |
| 6   | «Todo en Eduarda es falso»           | 9 de septiembre de 2024   | 2.17                 |
| 7   | «Mi matrimonio fue un error»         | 10 de septiembre de 2024  | 1.94                 |
| 8   | «Soy Diogo Covarrubias»              | 11 de septiembre de 2024  | 2.14                 |
| 9   | «No te quiero dejar ir»              | 12 de septiembre de 2024  | 2.21                 |
| 10  | «No te vayas a enamorar de Amelia»   | 13 de septiembre de 2024  | 1.90                 |
| 11  | «Una compensación económica»         | 16 de septiembre de 2024  | 2.06                 |
| 12  | «Diogo es un estafador»              | 17 de septiembre de 2024  | 2.09                 |
| 13  | «Estoy entre el amor y la justicia»  | 18 de septiembre de 2024  | 2.24                 |
| 14  | «Tengo que enfrentar mis fantasmas»  | 19 de septiembre de 2024  | 2.25                 |
| 15  | «Me traicionaste, mamá»              | 20 de septiembre de 2024  | 2.03                 |
| 16  | «Creí que era amor, pero no»         | 23 de septiembre de 2024  | 2.25                 |
| 17  | «Los hombres valientes sí lloramos»  | 24 de septiembre de 2024  | 2.18                 |
| 18  | «Nos marcaste el destino a todos»    | 25 de septiembre de 2024  | 2.13                 |
| 19  | «Mi hijo no es un criminal»          | 26 de septiembre de 2024  | 2.04                 |
| 20  | «Queda usted detenido»               | 27 de septiembre de 2024  | 2.22                 |
| 21  | «Puedo ser tu segundo marido»        | 30 de septiembre de 2024  | 2.39                 |
| 22  | «No pudiste ser el héroe»            | 1 de octubre de 2024      | 2.17                 |
| 23  | «Quiero recuperarme»                 | 2 de octubre de 2024      | 2.45                 |
| 24  | «Necesito matar este amor»           | 3 de octubre de 2024      | 2.34                 |
| 25  | «Vivito y coleando»                  | 4 de octubre de 2024      | 2.31                 |
| 26  | «No eres una santa»                  | 7 de octubre de 2024      | 2.25                 |
| 27  | «Todos tienen secretos»              | 8 de octubre de 2024      | 2.34                 |
| 28  | «No me lastimes nunca más»           | 9 de octubre de 2024      | 2.17                 |
| 29  | «Este amor me rebasa»                | 10 de octubre de 2024     | —                    |
| 30  | «¡No quiero verte!»                  | 11 de octubre de 2024     | 2.34                 |
| 31  | «Sus caricias son veneno»            | 14 de octubre de 2024     | 2.20                 |
| 32  | «Rodrigo es adoptado»                | 15 de octubre de 2024     | 2.34                 |
| 33  | «Eres adoptado»                      | 16 de octubre de 2024     | 2.44                 |
| 34  | «La esperanza de un futuro distinto» | 17 de octubre de 2024     | 2.24                 |
| 35  | «La nueva presidenta municipal»      | 18 de octubre de 2024     | 2.35                 |
| 36  | «Una broma del destino»              | 21 de octubre de 2024     | 2.29                 |
| 37  | «También se miente por amor»         | 22 de octubre de 2024     | 2.37                 |
| 38  | «Teresa estaba muy mal»              | 23 de octubre de 2024     | 2.44                 |
| 39  | «Hablemos con la verdad»             | 24 de octubre de 2024     | 2.21                 |
| 40  | «El gusto de tenerlo»                | 25 de octubre de 2024     | 2.39                 |
| 41  | «Los terrenos de las caballerizas»   | 28 de octubre de 2024     | —                    |
| 42  | «Hay muchas cosas que nos unen»      | 29 de octubre de 2024     | 2.20                 |
| 43  | «Te robaste a mi hijo»               | 30 de octubre de 2024     | 2.13                 |
| 44  | «Padre es el que cría»               | 31 de octubre de 2024     | 2.15                 |
| 45  | «El dolor que causan los secretos»   | 1 de noviembre de 2024    | 1.71                 |
| 46  | «Te voy a ver caer»                  | 4 de noviembre de 2024    | 2.05                 |
| 47  | «Tienen que denunciar a su madre»    | 5 de noviembre de 2024    | 2.14                 |
| 48  | «Cuentas congeladas»                 | 6 de noviembre de 2024    | —                    |
| 49  | «Adiós, Eduarda»                     | 7 de noviembre de 2024    | 2.20                 |
| 50  | «La sangre debe pesar más»           | 8 de noviembre de 2024    | 2.26                 |

Nota
1. ↑  Este episodio se pre-estrenó el 30 de agosto de 2024 a través de Vix, la página, app y redes sociales oficiales —incluido el canal de Youtube y cuenta oficial de Facebook— de Las Estrellas.[9]

## Producción
En mayo de 2024, la telenovela fue anunciada y presentada en el evento del up-front de TelevisaUnivision, como uno de los nuevos títulos para la programación del periodo 2024-25. Un mes después, Marcus Ornellas y Scarlet Gruber fueron confirmados en los papeles protagónicos. La producción inició su rodaje el 26 de julio de 2024. La telenovela tiene 50 episodios confirmados para su emisión.

## Audiencias
| Temporada | Horario (CT)                     | Episodios | Primera emisión         | Primera emisión      | Última emisión         | Última emisión       | Prom. de espectadores (millones) |
| Temporada | Horario (CT)                     | Episodios | Fecha                   | Audiencia (millones) | Fecha                  | Audiencia (millones) | Prom. de espectadores (millones) |
| --------- | -------------------------------- | --------- | ----------------------- | -------------------- | ---------------------- | -------------------- | -------------------------------- |
| 1         | Lunes a viernes 21:30 - 22:30 h. | 50        | 2 de septiembre de 2024 | 2.48                 | 8 de noviembre de 2024 | 2.26                 | 2.2                              |